# Виборчий округ 34
Виборчий округ 34 — виборчий округ в Дніпропетровській області. В сучасному вигляді був утворений 28 квітня 2012 постановою ЦВК №82 (до цього моменту існувала інша система виборчих округів). Окружна виборча комісія цього округу розташовується в приміщенні Царичанської районної державної ради і адміністрації за адресою смт. Царичанка, вул. Театральна, 17.
До складу округу входять міста Вільногірськ і Жовті Води, а також Верхньодніпровський, П'ятихатський і Царичанський райони. Округ складається із двох окремих частин, які не межують між собою. Виборчий округ 34 межує з округом 103 на заході, з округом 102 на північному заході, з округом 149 на півночі, з округом 38 на північному сході, з округом 29 на сході, з округом 40 на південному сході та з округом 37 на півдні. Виборчий округ №34 складається з виборчих дільниць під номерами 120062-120102, 120441-120480, 120613-120635, 120682-120712 та 121778-121779.

## Народні депутати від округу
| Ім'я                        | Фото | Партія          | Скликання | Дата набуття повноважень | Дата припинення повноважень |
| --------------------------- | ---- | --------------- | --------- | ------------------------ | --------------------------- |
| Глазунов Сергій Миколайович |      | Партія регіонів | 7-ме      | 12 грудня 2012           | 27 листопада 2014           |
| Кришин Олег Юрійович        |      | самовисуванець  | 8-ме      | 27 листопада 2014        | 29 серпня 2019              |
| Чорний Дмитро Сергійович    |      | Слуга народу    | 9-те      | 29 серпня 2019           |                             |

## Результати виборів

### Парламентські

#### 2019
Кандидати-мажоритарники:
- Чорний Дмитро Сергійович (Слуга народу)
- Кришин Олег Юрійович (самовисування)
- Ісаєв Гілал Міргасан огли (Батьківщина)
- Кравченко Артем Вадимович (самовисування)
- Ковальов Дмитро Анатолійович (Опозиційна платформа — За життя)
- Кукса Юрій Анатолійович (самовисування)
- Зелений Володимир Миколайович (Свобода)
- Кришин Олег Володимирович (самовисування)
- Ніколаєва Анастасія Юріївна (самовисування)
- Кравченко Олександр Васильович (Опозиційний блок)
- Войтов Геннадій Олександрович (самовисування)
- Білоус Володимир Миколайович (самовисування)
- Чорний Олег Олександрович (самовисування)
- Ісаєв Олександр Борисович (самовисування)
- Богун Ігор Вячеславович (самовисування)
- Киян Андрій Володимирович (самовисування)
- Петренко Юрій Гаврилович (самовисування)
- Муханов Микита Андрійович (самовисування)
- Смагін Віталій Сергійович (Громадянська позиція)
- Кротов Олександр Іванович (самовисування)

#### 2014
Кандидати-мажоритарники:
- Кришин Олег Юрійович (самовисування)
- Майстренко Олександр Володимирович (Блок Петра Порошенка)
- Кравченко Артем Вадимович (самовисування)
- Корнет Валентин Георгійович (Опозиційний блок)
- Бережний Володимир Миколайович (Комуністична партія України)
- Кравченко Сергій Олександрович (Радикальна партія)
- Волосянко Микола Іванович (Народний фронт)
- Міщенко Віктор Іванович (Батьківщина)
- Сахнюк Юрій Зіновійович (Сильна Україна)

#### 2012
Кандидати-мажоритарники:
- Глазунов Сергій Миколайович (Партія регіонів)
- Костромський Максим Васильович (Батьківщина)
- Безпятий Анатолій Олексійович (Комуністична партія України)
- Далія Сергій Олександрович (УДАР)
- Бойко Ярослав Вікторович (самовисування)
- Чорний Дмитро Сергійович (Україна майбутнього)
- Свергун Олександр Григорович (Україна — Вперед!)

## Явка
Явка виборців на окрузі: